# فرسان الأرض
شين هاكندن (باليابانية: 神八剣伝«أسطورة السيوف المقدسة الثمانية») مسلسل أنيمي ياباني مستند على الرواية الملحمية ناسو ساتومي هاكندن الشهيرة (التي صدرت لها اوفا سابقاً تحت اسم الهاكيندن) يختلف المسلسل عن الرواية الأصلية والأوفا بأن أحداثة تحصل في المستقبل البعيد، المسلسل من إخراج كاتسويوشي يتابي، حلقات الأنيمي الـ26 عرضت على قناة تلفزيون طوكيو في الفترة ما بين أبريل/نيسان 3, 1999 وسبتمبر/أيلول 25, 1999.

## القصة
تدور أحداث الأنمي في المستقبل، يهدد نيزك قادم من الفضاء سكان الأرض، لكن الملكة فيوز تتنبأ بالكارثة قبل وقعوها فتقوم بنقل جميع سكان الأرض إلى الفضاء المجهول محتفظةً بثمان جواهر، بعد مئات السنين من السفر يصل الآدميون إلى مكان أسموه الجنة فتعلن الملكة فيوز المائة أن هذا المكان سيكون موطن البشر الجديد مما جعل البعض ينتقدها كونها تخرق قوانين الطبيعة، ينتقل البشر للأقمار الثمانية المحيطة بالجنة، وبنهاية الحرب، أصبحت هناك عائلة حاكمة واحدة تدعى اواريوس، والابن الوحيد الباق سيطر على كلّ أقمار الجنة، ماعدا واحد. ميتن، قمر القس، مما بدء حرب جديدة. عام 2588 ثمانية أشخاص. كلّ واحد منهم ينتمى لقمر من الأقمار الثمانية. وكل واحد منهم يمتلك جوهرة من الجواهر الثمان، والتي تمثل قوى الطبيعة. أولئك الثمانية هم الذين يستطيعون إنقاذ الإنسانية (حيث أن تلك الجواهر في الحقيقة مفاتيح تمكنهم من إعادة الأرض). يقدم أولئك الثمانية بالعديد من ألتضحيات ويصمّمون على إكمال واجبهم تجاه الملكة فيوز التي إئتمنتهم لحماية البشرية.

## الشخصيات
| اسم الشخصية في النسخة الأصلية | اسم الشخصية في النسخة العربية | لمحة عن الشخصية | قوة الجوهرة | لون الجوهرة | مكان الجوهرة            |
| ----------------------------- | ----------------------------- | --- | ----------- | ----------- | ----------------------- |
| コウ - كيو                    | وسيم                          | ابن صانع سيوف محترف وسليلة ملكية، فتى ولد وبحوزته الجوهرة التي أعطتها له أمه التي ماتت وهي في طريقها للعودة من الحج، لم يكن كيو يعرف كيف يستخدم تلك الجوهرة، لكن لكنه دائما يعرف بالضبط مالذي يجب عليه فعله، يشعر بأنّه كان مسؤول عن وفاة أبويه | الهواء      | أحمر        | سيف                     |
| ルーティ - روتي               | روان                          | الطفلة البريئة الحلوّة التي تروي أحداث المسلسل الكاملة التي حصلت. لديها إيمان ديني قوي، ظهرت قوة جوهرتها بعد أن قُتل القس الذي تحبه على يد كاي بعد تتويجه. جوهرتها تتخذ شكّل ناي غريب. مباشرة بعد هذا، وهي تعرف والدة كاو التي جمعتهما معاً ظروف قاسية، تمتلك سنجاب لطيف كحيوان أليف. | النقاء      | برتقالي     | ناي                     |
| チュウジ - شوجي               | أشقر                          | شوجي كلب يمتلك جوهرة في أحد أنيابه، هذه الجوهرة أُعطيت له من الملكة فيوس نفسها أثناء هروبة هو والآلي ريكشي بسبب إنهيار. كان شوجي حيوان الملكة الأليف المفضل في السابق، وهو يستطيع أن يتكلّم بسهولة لأنه تحول إلى سايبرغ بدمجه وإنسان آلي. كان يفترض أن تتوحد الجواهر الثمان، لكن لسوء الحظ فقد فقد ذاكرته قبل ذلك.                                                                                    | الأرض       | اصفر        | عضو جسدي - ناب          |
| ノブル - نوبوري               | النبيلة                       | متهورة جداً. وهي أخت جينراي، بالرغم من أنها رفضت إنظمامه للمجموعة، لكنه أجبر للإنضمام إليها، حيث أن هذه المجموعة هي المسؤلة عن قتل أبويهما. نوبوري إنفصلت عن اخاها منذ الطفولة، شاهدت كثيراً من الحروب. سلاحها سكين صغير تتصل به جوهرتها الوردية، التي أعطت إليها من قبل أبويها وهما يلفضا أنفاسهما الأخيرة. وعندما قُتل أصدقائها، استطاعت إيقاظ قوة الجوهرة. لديها هاجس بلإنتقام لكل أحبائها.         | المعدن      | وردي        | سلاح- خنجر              |
| ギョウ - جيو                  | جمال                          | شاب ذو شخصية هادئة، يضع جوهرته بدلاً عن عينه اليمنى. جوهرتة تمثل عنصر النار. قبل أن ينضمّ إلى كيو، كان عضواً في مجموعة متمردة تفككت بعد أن مات زعيمهم دُن مغتالاً. منذ ذلك الحين إتحد مع كيو والبقية | ألنار       | أزرق غامق   | عضو جسدي - العين اليمنى |
| レイ - راي                    | رامي                          | وهي في الحقيقة فتاة، عاشت راي كرجل شاذ لوقت طويل، عملت كدبلوماسي وسيط بين المدن القمرية. تقابل كيو في السجن، حيث سجنت لأسباب أمنية، فتاة تدعى كازوسا كانت مجنونه بحبها قبل أن تكتشف أن ري أنثى، ومع ذلك لايزال لها مكان في قلبها. جوهرتها عبارة عن صلاح تسميه "شادو". | الظل        | بنفسجي      | سلاح - مسدس             |
| トモカ - توموكا               | تيمور                         | على عكس ما قد يعتقده الآخرون، أن توموكا "المقامر" لا يجيد سوى المرح ولعب القمار. إتجه توموكا إلى لعب القمار بعد إفلاس عائلته ليتمكن من العيش وهو لا يمتلك أي سلاح، لم يقتنع أن الجوهرة تخصة، فهو لم يستطع إظهار قواها. | ألماء       | أزرق فاتح   | حجر نرد                 |
| ジンライ - جنراي              | منار                          | أخّو نوبورو، افترق عن عائلته منذ الطفولة، أجبر للإنضمام إلى العسكريين، اعتقد أن بإمكانه إيجاد عائلته إذا عمل كجندي. لكن الأٌمور لم تجرِ كما يريد فقد قتلت الفرقة التي يتنمي إليها والديه، تاركين نوبورو. أثناء طفولتهما (نوبوري وجينراي) كان شوجي حيوانهما الأليف الصديق، وإكتشف شوجي أنهما مختاران لحمل جوهرتين. سلاح جينراي عبارة عن درع كبير تتوسطه جوهرته الصفراء، التي يستعملها أيضا كسلاح هجومي. | النبات      | أخضر        | درع                     |

- الملكة فيوز [العالمة نور]

امرأة طيبة القلب محبة للخير قامت بإختراع الجواهر الثمانية المساعدة على إعادة كوكب الأرض عملت بكل جد لإعادة الأرض وإنقاذ البشرية من أهم صفاتها المحبة والرغبة في إعانة أهل الخير
- سوريس [التنين الأصفر]

ابن الحاكم السابق للمجرة والحاكم الجديد لها رجل شرير وحاقد لايحب الناس ورغبته الأستيلاء على المجرة كلها واشاعة القتل فيها أكثر مايحبه هو القتل والسلطة ولهذا عمل منذ البداية على أخذ الجواهر الثمانية ومنعها من التوحد وفي آخر معركة مع أصحاب الجواهر قتل جميع أصحاب الجواهر لكنه لم يمنعها من التوحد بعد أن استطاعت الطفلة روان توحيدها ليموت في تلك اللحظة وتعود الأرض

## الممثلون
- آمنة عمر
- سمر كوكش
- زياد الرفاعي
- رأفت بازو
- عادل أبو حسون
- مأمون الفرخ
- فاطمة سعد
- محمد خير أبو حسون
- أمية ملص
و
- يحيى الكفري
- أمل عمران
- منصور السلطي

## الموسيقى التصويرية
شمل الانمي مجموعة من الموسقى وثلاث أغاني، أغنية للمقدمة المسلسل وأغنيتين للخاتمة بدأت الخاتمة الأولى من بداية المسلسل وحتى الحلقة الرابعة عشر لتحل الأغنية الختامية الثانية محلها حتى نهاية المسلسل.
- أغنية المقدمة

"Memories" ميموريز - غناء أنجيلا
- أغنيتي الختام

1:(きっと同じ星の中で) (كيتتو اونجاي هوشي نو ناكادي) غناء فرقة Friend of mine
2:(あたらしい日々神八剣伝スペシャルミックス) (اتاراشي هابي شين هاكندن) غناء RIZCO

## روابط خارجية
- فرسان الأرض على موقع ANN anime (الإنجليزية)